# Bát
Bát, případně varianta Bath, je stará jednotka hmotnosti používaná v Thajsku. Nazývaná někdy tikal, vychází z ní také thajská národní měna.

## Převodní vztahy
- 1 bát = 15,11 g = 1/4 tamlüng = 1/40 kati = 1/80 xang = 1/4000 pikul